# 秋保氏盛
秋保 氏盛（あきう うじもり）は、江戸時代中期の武士。仙台藩士。秋保氏23代当主。

## 略歴
延享元年（1744年）、秋保氏別家・秋保権兵衛盛之の四男として誕生。
宝暦5年（1755年）、秋保氏本家・雅楽良盛の死に伴い養子となり、御一家秋保家324石を継ぐ。同13年（1763年）より藩に出仕し始め、明和2年（1765年）に御申次兼近習、同8年（1771年）に御小姓頭、安永2年（1773年）に若年寄と順調に昇進し、同5年（1776年）には奉行職（他藩の家老相当）に任命され、500石の加増と役料2,000石を賜る。
天明元年（1781年）、知行高の内220石を本領長袋村へ知行替となり、町場を賜る。現在の秋保郷の舘集落はこの時に原形ができたという。同3年（1783年）に御国許御繰合方主宰を命じられ、天明の大飢饉の最中破綻した藩財政の立て直しを図り、同6年（1786年）その功績が認められ知行を1,000石に加増される。
寛政2年（1790年）、御一門寺池伊達家の家政監督を命じられるが、内紛に巻き込まれ退職。病気療養後再び奉行に任命されるが、寛政11年（1799年）2月28日急逝。菩提寺は領内の大雲寺。
人物は姓貞良温恭で人に接するに常に謙譲をもってし、また、威風凛々としてあたかも風が竹を偃せるが如きであったという。
氏盛の功績にあやかり、氏盛の後に秋保家を継いだ昌盛、賢盛は代々「外記」を称した。